# Bautista Cejas
Juan Bautista 'Tuta' Cejas (La Plata, 6 maart 1998) is een Argentijns-Italiaans voetballer die doorgaans als vleugelspeler speelt.

## Carrière

### Jeugd
Cejas begon op vierjarige leeftijd in de jeugd van San Martín de Tolosa. Hier speelde hij met spelers die een jaar ouder waren dan hij. In 2004 ging hij spelen bij Alumni de Los Hornos. Hier werd hij opgemerkt door een scout van Club Estudiantes de La Plata, waar hij de komende tien jaar in de jeugd zou spelen.

### Estudiantes
Op 15 maart 2017 debuteerde Tuta tijdens een Copa Libertadores-wedstrijd in het eerste elftal van Estudiantes. Cejas mocht vijf minuten voor tijd invallen voor Augusto Solari in de met 2-1 verloren wedstrijd tegen het Braziliaanse Botafogo FR. Vier dagen later debuteerde hij ook in competitieverband, hier mocht hij tijdens de wedstrijd tegen CA Patronato in de zeventigste minuut invallen voor, opnieuw, Augusto Solari. Deze wedstrijd werd met 1-0 gewonnen. Zijn eerste doelpunt in het A-elftal kwam er op 26 november 2017 tegen CA Tucumán, Cejas viel in de 77e minuut in. Vervolgens wist hij net voor tijd het winnende doelpunt in met 1-0 gewonnen wedstrijd te maken. Dit was het enige doelpunt dat Cejas voor zijn opleidingsclub wist te maken in het A-elftal.
Hij kwam nooit verder dan 20 wedstrijden in alle competities. Deze wedstrijden waren vooral invalbeurten. Dit zorgden ervoor hij in tweeënhalf jaar tijd maar 480 minuten speelde. In 2019 vertrok hij hierdoor naar het Uruguayaanse CA Torque.

### Montevideo City/CA Torque & Quilmes AC
Cejas werd transfervrij overgenomen door, het door de City Football Group geleide, CA Torque. Hier werd hij nog in dezelfde zomer uitgeleend aan Quilmes Atlético Club, uit zijn thuisland. Cejas had de voorbereiding van het nieuwe seizoen bij zijn nieuwe club gemist. Voor zijn debuut waren er nog twee maanden aanpassingsperiode. Op 15 oktober debuteerde hij voor zijn nieuwe club; uitbundig was het echter niet. Cejas mocht voor zeventien minuten invallen en zag zijn debuut met 4-1 verloren worden op het veld van CA San Martín. Dit seizoen speelde hij op het Argentijnse tweede niveau, anders dan in zijn periode bij Estudiantes. Na deze wedstrijd viel Cejas voor één wedstrijd uit de kern. Begin november mocht hij terug plaatsnemen in de A-kern.
Tot de uitbraak van het coronavirus in eind maart 2020 zat Cejas in tien van de elf wedstrijden in de selectie. In acht van deze wedstrijden mocht hij speelminuten maken. Cejas beëindigde het verkorte seizoen met 263 gespeelde minuten. Dit was een te laag aantal minuten om mee te strijden voor een basisplaats bij Torque. Torque had in januari 2020 haar naam laten veranderen in Montevideo City Torque, waarmee een duidelijkere link met de CFG (City Football Group) gelegd werd. Cejas werd in het volgende seizoen uitgeleend aan het Belgische Lommel SK.

### Lommel SK
Lommel SK was sinds de lente van 2020 de nieuwe club van de CFG, de reden waarom deze uitlening tot stand kwam. Ook dit seizoenbegin werd nog hevig verstoord door coronaperikelen. In de eerste 5 wedstrijden van het seizoen was hij basisspeler. Lommel was echter nog zoekende naar de juiste basiself. Na de met 1-2 verloren thuiswedstrijd tegen KMSK Deinze verhuisde Cejas naar de bank. Hier kwam hij enkele wedstrijden niet aan speelminuten. Na 1 op 6 in deze wedstrijden mocht hij echter weer invalbeurten maken. Ook hier maakte hij geen grote invloeden. Na het seizoensbegin speelde hij zich maar 1 keer terug in de basis. Dit deed hij in november, opnieuw tegen Deinze. Ook hier liet hij geen grote impressie achter. Na deze wedstrijd wist hij tot april nog 43 speelminuten te verzamelen. Hier wist hij echter nog te scoren. Vanaf midden maart zat hij niet meer bij de selectie. Op 4 april keerde hij terug naar Montevideo omdat hij geen rol meer speelde in Lommels seizoen.

## Interlandcarrière
In 2013 werd Cejas opgeroepen voor Argentinië -15 voor de Mexico Cup. Hij debuteerde op 10 augustus in het 1-1 gelijkspel tegen Costa Rica -15. Hijzelf was de doelpuntenmaker. In november werd hij opnieuw opgeroepen door Argentinië om in Bolivia de Copa América voor -15 te spelen. In dit toernooi speelde hij 4 wedstrijden. Twee jaar later werd Cejas opnieuw opgeroepen, dit keer voor de -17. Hij speelde 6 wedstrijden in de Copa América voor -17 in Paraguay.